# 市原市立加茂中学校
市原市立加茂中学校（いちはらしりつ かもちゅうがこう）は、千葉県市原市平野にある公立中学校。文部科学省の学校コードはC112210002182、旧学校調査番号は123912で、教育開発出版の所属中学校コードは120192。通称は加茂中（かもちゅう）。小中一貫校加茂学園を構成している中学校である。

## 概要
市原市南部の加茂地区に位置する。市原市及び千葉県で最も通学区域が広い中学校で、その面積は約82km2にもなる一方、市原市内で最も生徒数の少ない中学校でもある。
2013年（平成25年）からは千葉県内2番目で市原市初の小中一貫校である加茂学園の一部となっている。なお、加茂学園は小中一貫校が入る複合施設の名称で、学校教育法及び市原市小学校設置条例・中学校設置条例に基づく正式名称はそれぞれ市原市立加茂小学校・市原市立加茂中学校である。

## 沿革

### 概歴
生徒数の減少により、1965年（昭和40年）に加茂村立高滝中学校・加茂村立里見中学校・加茂村立富山中学校・加茂村立白鳥中学校が統合して加茂村立加茂中学校として開校した。1967年（昭和42年）には、加茂村立月出中学校を併合する。
同年翌々月に加茂村が市原市に吸収合併される形で消滅し、校名を市原市立加茂中学校と改めた。2009年（平成21年）1月に、市原市は地元町会長及びPTA会長などからなる「加茂地区の小学校を統合し小中一貫校を目指す会」から、小中一貫校の開設についての要望書を受理し、同年8月に市原市は「加茂地区小中一貫教育校開校に関する基本計画」を作成した。その後、本校に併設する形で小学校が開校することとなり、同校の名称を市原市立加茂小学校と決定した。
2013年（平成25年）4月に市原市立加茂中学校に併設して市原市立加茂小学校が開校し、同時に小中一貫教育を開始。小学校と中学校を併設した施設の名称を「加茂学園」とした。

### 年表
- 1965年（昭和40年）4月1日 - 加茂村立加茂中学校開校[8]。
- 1967年（昭和42年）
  - 7月 - 新校舎が竣工[8]。
  - 8月 - 加茂村立月出中学校を統合する[8]。
  - 10月1日 - 市原市との合併に伴って市原市立加茂中学校へ改称[8]。
- 2012年（平成24年）3月 - 増築棟が完成[8]。
- 2013年（平成25年）4月1日 - 小中一貫教育校・加茂学園の一部となる[9]。

## 校則

### 制服
2013年（平成25年）の小中一貫教育開始に合わせて制服変更を実施した。市原市内の学校において、女子の制服でスラックスを選べるものは本校と市原市立八幡中学校のみで、本校が市原市内で最初に採用した学校である。なお、八幡中学校は男女共にブレザーもほぼ同じデザインだが、本校は異なる。
現行デザイン
1. 冬服[2]
  - 男子：濃いグレー系で3つボタンのブレザー、グレーのスラックス
  - 女子：濃いグレー系で3つボタン・襟がセーラーカラーのブレザー
    - スカートタイプ - チェック柄のスカート
    - スラックスタイプ - グレーのスラックス
2. 夏服[2]
  - 男子
  - 女子

旧デザイン
1. 冬服[11]
  - 男子：詰襟学生服（学ラン）
  - 女子：カフスとセーラーカラーに3本の本体より薄い同系色のラインが入った黒色のセーラー服、服同色の三角タイ
2. 夏服[11]
  - 男子：Yシャツ、黒ズボン
  - 女子：ブラウス、吊り下げスカート

### 制定ジャージ
現行デザイン
- 紺色を基調に後ろに「Kamo」と大きく描かれている。

旧デザイン
- 浅葱色を基調として、襟は黒を基調にに白ラインがはいり、左胸に「Kamo」の文字が入る。

## 規模
市原市立加茂中学校の生徒は加茂学園内では7年生〜9年生という呼称となっている。2021年（令和3年）4月1日現在の7年生〜9年生の生徒数及び学級数は50名で4学級。

## 小学校区
- 市原市立加茂小学校（小中一貫）

## 隣接中学校区
- 市原市立南総中学校
- 木更津市立富来田中学校
- 君津市立上総小櫃中学校
- 大多喜町立大多喜中学校
- 大多喜町立西中学校
- 長柄町立日吉中学校
- 長南町立長南中学校